# Alexander Hamilton (10e duc de Hamilton)
Pour les articles homonymes, voir Hamilton.
Alexander Hamilton (3 octobre 1767 – 18 août 1852) est un homme politique et collectionneur d'art écossais.

## Biographie
Né le 3 octobre 1767 à St James's Square, à Londres, Alexander Hamilton est le fils d'Archibald Hamilton, 9e duc de Hamilton. Il fait ses études à Harrow School et à Christ Church, à Oxford, où il est inscrit le 4 mars 1786. Il obtient son MA le 18 février 1789.
Hamilton est un Whig, et sa carrière politique a commencé en 1802, quand il est devenu député pour Lancaster. Il est resté dans la Chambre des Communes jusqu'en 1806, date à laquelle il est nommé au Conseil Privé et ambassadeur à la cour de Saint-Pétersbourg jusqu'en 1807. Il est également Lord Lieutenant du Lanarkshire de 1802 à 1852. Il a reçu de nombreux titres à la mort de son père en 1819. Il est Lord grand intendant au couronnement de Guillaume IV en 1831 et de la Reine Victoria en 1838, et il reste la dernière personne à l'avoir été à deux reprises. Il est devenu chevalier de la Jarretière en 1836. Il occupe le poste de Grand Maître Maçon de la Grande Loge d’Écosse entre 1820 et 1822. Il exerce la fonction de président de la Société d'Agriculture de l’Écosse entre 1827 et 1831 et de syndic du British Museum entre 1834 et 1852.
Il épouse Susan Euphemia Beckford, fille de William Thomas Beckford et de Lady Margaret Gordon, fille de Charles Gordon, 4e comte d'Aboyne, le 26 avril 1810 à Londres.
Hamilton est bien connu comme un dandy de son époque. Il est également favorable à Napoléon et a commandé la peinture de Napoléon dans son cabinet de travail par Jacques-Louis David.
Hamilton a un fort intérêt pour l'Égypte antique et les momies, et est tellement impressionné par le travail de Thomas Pettigrew qu'il s'est arrangé pour que celui-ci le momifie après sa mort. Il est décédé le 18 août 1852, à l'âge de 84 ans au 12 Portman Square, à Londres, et est enterré le 4 septembre 1852 au Palais Hamilton, à Hamilton, en Écosse. Conformément à ses souhaits, son corps a été momifié après sa mort et placé dans un sarcophage de l'époque Ptolémaïque qu'il avait d'abord acquis à Paris en 1836, apparemment pour le British Museum. En même temps, il avait acquis le sarcophage de Pabasa, un noble important qui est maintenant au Kelvingrove Art Gallery and Museum. En 1842, il a commencé la construction du mausolée Hamilton pour faire face à la surpopulation de la famille dans la chapelle du Palais. Il fut enterré là avec les autres ducs de Hamilton, de 1858 jusqu'en 1921, où à la suite de la démolition du Palais, les corps ont été enterrés au cimetière de Bent, à Hamilton, où il a été enterré dans son sarcophage,.
Sa collection de tableaux, d'objets, de livres et de manuscrits a été vendue pour 397 562 £ en juillet 1882. Les manuscrits ont été achetés par le gouvernement allemand pour 80 000 £. Certains ont été rachetées par le gouvernement britannique et sont maintenant au British Museum.

## Mariage et descendance
Avec sa femme, Susan Beckford, Alexander Hamilton a eu un fils et une fille :
- William Hamilton, qui a épousé Marie-Amélie de Bade
- Susan Hamilton, qui a épousé Henry Pelham-Clinton; puis en secondes noces, Jean Alexis Op de Beeck.